# C.O.P. Project
C.O.P. Project war ein deutsches Techno-Projekt aus dem Saarland. C.O.P. steht für die Macher Joachim "Cassius" Clemens (Diskotheken- und Labelbetreiber), Oliver Oaks (Musikproduzent) und DJ Pi. Weitere Mitglieder waren DJ Senad und Live-Schlagzeuger Elmar Federkeil.

## Werdegang
Das Projekt bestand von 1997 bis 2002. In dieser Zeit entstanden sieben Singles. Der bekannteste Titel Pornostar hielt sich neun Wochen in den deutschen Charts. Größere Auftritte hatte die Gruppe bei der Loveparade, der Nature One oder im Fernsehprogramm bei VIVA Deutschland oder Top of the Pops.